# Juventus Football Club e nazionali di calcio
(Lino Cascioli, Storia fotografica del calcio italiano: dalle origini al campionato del mondo 1982, 1982.)

La formazione dell' scesa in campo contro l' al, comprendente 8 giocatori della Juventus: il capitano Zoff, Scirea, Gentile, Cabrini, Benetti, Tardelli, Causio e Bettega; dal 6', con l'entrata di Cuccureddu, diventeranno 9 i bianconeri in campo. Tale cifra – bissata nello stesso torneo, prima per 27' contro l' e poi per 45' contro i – diverrà la maggiore mai registrata da un gruppo di giocatori provenienti dallo stesso club, nella rappresentativa nazionale, in una competizione internazionale ufficiale.

Il legame tra Juventus Football Club e nazionali di calcio iniziò nel 1920, con la prima convocazione di un calciatore juventino nella nazionale italiana per una gara amichevole in Svizzera. Ritenuto uno dei maggiori e più importanti al mondo, il contributo del club alla maglia azzurra è stato ininterrotto dal 1924 in occasione, nella maggior parte dei casi, delle diverse competizioni ufficiali a livello interfederale, confederale e mondiale in cui la rappresentativa nazionale si era impegnata – caso unico nella penisola italica –, rendendo la Juventus la società che ha contribuito maggiormente ai successi della nazionale «A», principalmente durante le sue partecipazioni ai campionati mondiali dalla seconda edizione, la prima disputata in territorio europeo; con il maggior numero di calciatori convocati (152 all'8 novembre 2024) e con il maggior numero di presenze totali, almeno durante un incontro.
Le convocazioni dei calciatori juventini alla nazionale italiana divennero massicce durante gli anni 1930, tra gli anni 1970 e 1980, durante la seconda metà degli anni 1990 e, in modo pressoché uniforme, durante gli anni 2010, svolgendo un ruolo decisivo nei suoi successi in concomitanza con periodi di grandi vittorie per la società torinese. Il club vanta a livello mondiale il maggior numero di giocatori che abbiano vinto, almeno una volta, il campionato del mondo: sia in assoluto con un totale di 27, sia di una stessa rappresentativa nazionale, in questo caso l'Italia, con 22.
Diversi commissari tecnici della squadra nazionale quali Vittorio Pozzo, Enzo Bearzot, Marcello Lippi, Cesare Prandelli e Antonio Conte hanno adottato gli schemi tattici precedentemente usati con notevole successo nella Juventus, includendo il Metodo, con cui gli azzurri vinsero due Coppe Internazionali (1930 e 1935), due titoli mondiali consecutivi (1934 e 1938) e la medaglia d'oro nel torneo calcistico degli XI Giochi olimpici disputato a Berlino nel 1936 durante la cosiddetta «età dell'oro del calcio italiano»; la zona mista, con cui ottennero la XII Coppa del Mondo (1982) e il modulo 3-5-2, con cui arrivarono in finale nel campionato d'Europa disputato in Polonia e Ucraina nel 2012; gestendo la squadra seguendo spesso il modello amministrativo-sportivo del club.
Oltre alle convocazioni in nazionale «A», la Juventus è anche una delle società che hanno fornito il maggior numero di calciatori convocati alle diverse squadre giovanili della Federazione Italiana Giuoco Calcio (FIGC). Infine, la rappresentativa nazionale ha in diverse occasioni usufruito delle strutture storicamente legate alla società torinese, sia per disputare incontri ufficiali nei campi di gioco normalmente a servizio del club come il Campo Juventus, lo stadio Comunale e lo Juventus Stadium, che per effettuare la corrispondente preparazione atletica in centri specializzati per gli allenamenti quale il Campo Combi e lo Juventus Center di Vinovo.

## Calciatori italiani

### Storia

#### Dagli esordi agli anni 1930

Il portiere Giuseppe Giacone, primo calciatore juventino ad avere vestito la maglia della nazionale.

La storia dei «bianconeri in azzurro» cominciò nel 1920 con il primo giocatore della Juventus convocato alla nazionale «A»: il portiere Giuseppe Giacone, che indossò la maglia della Squadra Azzurra il 28 marzo a Berna in una gara amichevole contro la Svizzera. Giacone vestì la maglia della nazionale in altre tre occasioni: in una partita amichevole contro i Paesi Bassi il 13 maggio, e nelle sfide contro l'Egitto e la Francia durante i Giochi della VII Olimpiade di Anversa, insieme ai compagni Antonio Bruna, terzino, e Pio Ferraris, centrocampista.
Quattro anni dopo, tre juventini – Gianpiero Combi, Virginio Rosetta e il succitato Bruna – furono convocati nella selezione che partecipò ai Giochi Olimpici di Parigi, dove gli azzurri giunsero ai quarti di finale per la seconda volta consecutiva. Combi fece inoltre parte del gruppo che quattro anni dopo conquistò la medaglia di bronzo ad Amsterdam, fermati solo dai campioni olimpici uscenti dell'Uruguay (3-2).
Sul finire degli anni 1920, un totale di sei calciatori juventini (Combi, Luigi Cevenini, Umberto Caligaris, Federico Munerati, Raimundo Orsi e Rosetta) fecero parte della nazionale vincitrice della prima edizione della Coppa Internazionale, torneo precursore del campionato europeo di calcio, dopo la storica vittoria a Budapest per 5 reti a 0 contro l'Ungheria l'11 maggio 1930, rendendo al contempo celebre il trio Combi-Rosetta-Caligaris.

#### Anni 1930: laNazio-Juve

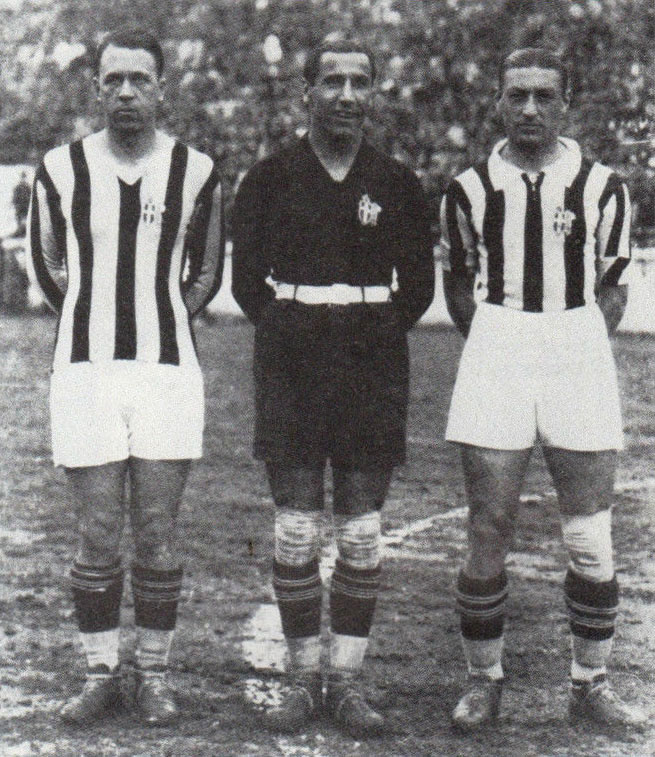
Il trio difensivo dei ragionieri, pilastro della Juventus e della nazionale italiana a cavallo degli anni 1920 e 1930, composto dal terzino destro Virginio Rosetta, dal portiere Gianpiero Combi e dal terzino sinistro Umberto Caligaris, tutti e tre campioni del mondo nel 1934.

Durante la prima metà degli anni 1930, altri tre calciatori che militavano nella Juventus (Luigi Bertolini, Renato Cesarini e Giovanni Ferrari) furono convocati dal commissario tecnico Vittorio Pozzo, alzando a nove il numero dei «bianconeri in azzurro», insieme ai campioni prima citati, che parteciparono alla seconda edizione del torneo, qualificandosi seconda dietro solo al Wunderteam austriaco capitanato dal centrocampista Matthias Šindelář.
Due anni dopo la Juventus pluricampione d'Italia rappresentò ancora una volta l'ossatura della nazionale «A» con nove giocatori che fecero parte sul gruppo dei ventidue membri degli azzurri nel secondo campionato mondiale, la Nazio-Juve composta dal capitano Combi – chiamato in extremis da Pozzo dopo che Carlo Ceresoli, il portiere titolare della nazionale durante la fase di preparazione al mondiale, si fratturò un braccio in una partita amichevole giocata sul campo della Fiorentina –, la mezz'ala Ferrari, il «centromediano che cammina» Luis Monti (vicecampione mondiale nel 1930 con l'Argentina), l'ala destra Orsi – questi ultimi due oriundi della squadra azzurra di quegli anni – e il mediano sinistro Bertolini, tra i titolari anche nella finale contro la Cecoslovacchia di František Plánička, Oldřich Nejedlý e Antonín Puč.
I terzini Rosetta e Caligaris – che lasciarono il posto da titolare a Eraldo Monzeglio e Luigi Allemandi dopo la gara di debutto contro gli Stati Uniti –, il mediano destro Mario Varglien e il centravanti Felice Placido Borel, furono inseriti tra le riserve durante il torneo.

Formazione dell'Italia campione del mondo nel 1934, con cinque giocatori della Juventus tra i titolari (Combi, Monti, Bertolini, Ferrari e Orsi) su nove convocati.

L'anno successivo l'Italia, rafforzata con i bianconeri Borel II e Monti, vinse la terza Coppa Antonin Švehla, competizione nel corso della quale batté 1-0 a Budapest l'Ungheria dell'attaccante György Sárosi (rete di Borel II al 43') il 22 ottobre 1933, con ben nove juventini tra i titolari, e 5-2 la Svizzera il 3 dicembre dello stesso anno, quando furono otto i giocatori juventini tra i titolari.

#### Anni 1930 e 1940
Due anni dopo il titolo mondiale, nel 1936 l'Italia partecipò al torneo di calcio dei Giochi Olimpici di Berlino con i terzini juventini Alfredo Foni e Pietro Rava tra i convocati, che costituirono una coppia difensiva di grande livello, paragonabile a quella composta da Rosetta e Caligaris, e conquistò la medaglia d'oro dopo aver vinto la finale contro l'Austria per 2 reti a 1. Rava e Foni furono parte anche della nazionale italiana che poi conquistò, per la seconda volta nella sua storia nonché consecutivamente, il titolo mondiale nell'edizione di Francia 1938, venendo eletti tra i migliori giocatori della competizione.
I campioni mondiali Monti e Bertolini, due degli eroi di Highbury, insieme a Teobaldo Depetrini fecero parte della Squadra Azzurra fino alla seconda meta degli anni 1940, nonostante i pochi incontri disputati della nazionale fino alla Liberazione. In seguito Lucidio Sentimenti e Carlo Parola furono i più noti bianconeri convocati ai tempi dell'egemonia del Grande Torino sulla rappresentativa azzurra.

#### Anni 1950 e 1960

Il capitano azzurro e bandiera juventina Giampiero Boniperti a colloquio con il cittì Lajos Czeizler nel 1954. Boniperti è l'unico ad avere segnato per la nazionale in tre diversi decenni, tra gli anni 1940 e 1960.

I successi della squadra bianconera durante gli anni 1950 portarono alla convocazione di ben 11 dei suoi giocatori nei primi incontri della nazionale dopo la tragedia di Superga, che furono anche i primi del secondo dopoguerra: Giampiero Boniperti, Ermes Muccinelli, Giacomo Mari, il già citato Parola, cui si aggiunse a metà del decennio il portiere Giovanni Viola. La crisi strutturale del paese in quell'epoca e le lotte intestine, privarono la squadra di maggiori risultati fino al decennio successivo. Giuseppe Corradi partecipò nel frattempo con la divisa azzurra ai Giochi olimpici di Helsinki nel 1952.
Durante gli anni 1960 altri bianconeri, quali Omar Sívori, Bruno Mora, Sandro Salvadore e Gianfranco Leoncini, fecero parte delle rose dell'Italia ai mondiali di Cile 1962 e Inghilterra 1966, rispettivamente. Due anni dopo, Salvadore, Giancarlo Bercellino ed Ernesto Castano vinsero il campionato d'Europa 1968 disputato in Italia; altri due futuri pilastri della squadra torinese durante gli anni 1970, Pietro Anastasi e Dino Zoff, vinsero il torneo.

#### Anni 1970 e 1980: ilBlocco-Juve
Dopo la disfatta coreana cui incapparono gli azzurri al mondiale del 1966, la Federazione Italiana Giuoco Calcio vietò l'acquisto di calciatori stranieri da parte delle squadre del campionato italiano, onde incentivare la crescita di una nuova generazione di talenti italiani. In conseguenza di ciò, negli anni 1970 Enzo Bearzot aprì un nuovo ciclo di grandi risultati per la nazionale basata – al pari di quella guidata da Vittorio Pozzo durante gli anni 1930 – sul gruppo dei giovani giocatori della Juventus guidata all'epoca da Giovanni Trapattoni, il Blocco-Juve, squadra che in quel momento aveva vinto cinque campionati di Serie A dal 1972 al 1978: un gruppo composto da Zoff (il calciatore del club piemontese con il maggior numero di convocazioni in nazionale: 94), Anastasi, Luciano Spinosi, Francesco Morini, Romeo Benetti, Antonello Cuccureddu, Gaetano Scirea, Antonio Cabrini, Claudio Gentile, Marco Tardelli, Franco Causio, Giuseppe Furino, Roberto Bettega e Paolo Rossi, questi ultimi tre peraltro cresciuti nel vivaio juventino.

Roberto Bettega ingaggia un duello aereo con l'argentino Passarella ai Mondiali 1978, sotto lo sguardo di altri due elementi del Blocco-Juve, Gaetano Scirea e Antonello Cuccureddu.

Ben nove giocatori di tale gruppo (Zoff, Benetti, Cuccureddu, Scirea, Cabrini, Gentile, Tardelli, Causio e Bettega), che nella stagione precedente avevano conquistato in bianconero il double formato dal campionato nazionale e dalla Coppa UEFA, furono tra i titolari della nazionale che raggiunse il quarto posto finale al campionato del mondo 1978 in Argentina, esprimendo un livello di gioco considerato il migliore raggiunto da una formazione tricolore dal secondo dopoguerra grazie anche all'applicazione dell'innovativa zona mista, uno schema tattico allora usato dalla formazione torinese il cui successo ispirò Bearzot ad applicarlo.
Nel 1980 lo scandalo del Totonero privò la nazionale di alcuni elementi di valore proprio alla vigilia del campionato d'Europa casalingo, manifestazione in cui la rappresentativa italiana arrivò quarta grazie anche all'apporto di sette tesserati juventini; tra essi Zoff, Gentile, Scirea e Tardelli, tutti inseriti nell'undici ideale del torneo.
Due anni dopo la nazionale vinse il dodicesimo campionato mondiale con un organico composto da sei elementi del Blocco-Juve originale tra i titolari e che divennero tra i pilastri anche nei successi del sodalizio piemontese durante la prima metà degli anni 1980 (il capitano Zoff, Gentile, Cabrini, Scirea, Tardelli – che in quel momento avevano vinto cinque campionati di lega dal 1975 al 1982 – e Rossi, neoacquisto bianconero), cinque dei quali disputarono tutti i sette incontri del torneo, inclusi i trionfi contro il Brasile nei quarti di finale e contro la Germania Ovest in finale. L'intero gruppo rimarrà nella memoria collettiva italiana grazie al titolo mondiale vinto, il primo ottenuto dalla rappresentativa nazionale da quarantaquattro anni a quella parte.

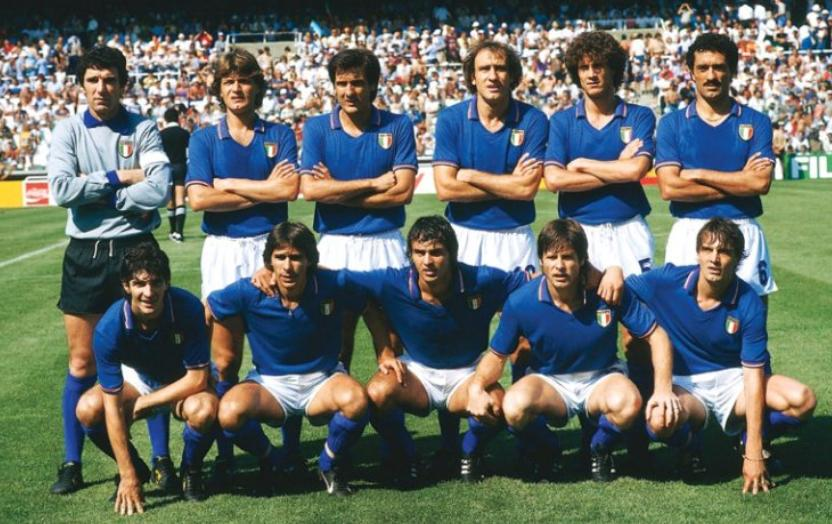
L'Italia che conquistò il terzo titolo mondiale nel 1982, basata sul Blocco-Juve composto dal capitano Zoff, Scirea, Gentile, Cabrini, Tardelli e Rossi.

Paolo Rossi (già presente nel 1978, ma allora nelle file del Lanerossi Vicenza) fu eletto miglior calciatore del torneo e, insieme a i suoi compagni Zoff e Gentile, incluso nell'All-Star Team FIFA; vinse inoltre la classifica marcatori del torneo con 6 reti in sette gare, venendo per questo premiato con la Scarpa d'oro, e al termine dell'anno solare fu insignito dalla rivista France Football del Pallone d'oro quale miglior calciatore europeo del 1982. A essi si aggiunsero, nell'edizione del 1978, Benetti, Causio (presente poi anche nel 1982, ma nel frattempo trasferitosi all'Udinese) e Bettega (indisponibile nel medesimo anno, in quanto infortunatosi gravemente al ginocchio nel novembre del 1981 in una gara di Coppa dei Campioni).
La fine del ciclo di Bearzot con la nazionale, nel 1986, coincise con quella del decennio di Trapattoni sulla panchina della Juventus, rappresentata nel nuovo ciclo azzurro di Azeglio Vicini a fine anni 1980 da nuovi calciatori quali Stefano Tacconi e Luigi De Agostini, questo ultimo l'unico bianconero ad avere titolarità anche in nazionale.

#### Anni 1990 e 2000
Salvatore Schillaci, calciatore juventino ed ex membro dell'Italia under 21 insieme a Tacconi e a De Agostini, fu uno dei pilastri degli azzurri nel campionato del mondo 1990 casalingo, in cui vinse la classifica marcatori (6 reti in sette gare) e il trofeo al migliore giocatore del torneo, nonostante il terzo posto finale. In seguito i bianconeri Dino e Roberto Baggio (eletto miglior calciatore europeo 1993), assieme ad Antonio Conte, presero parte alla spedizione azzurra al campionato del mondo 1994 negli Stati Uniti, dove la nazionale italiana arrivò in finale, mentre in precedenza, già all'inizio degli anni 1990 vestirono la maglia azzurra gli juventini Pierluigi Casiraghi e Gianluca Vialli.

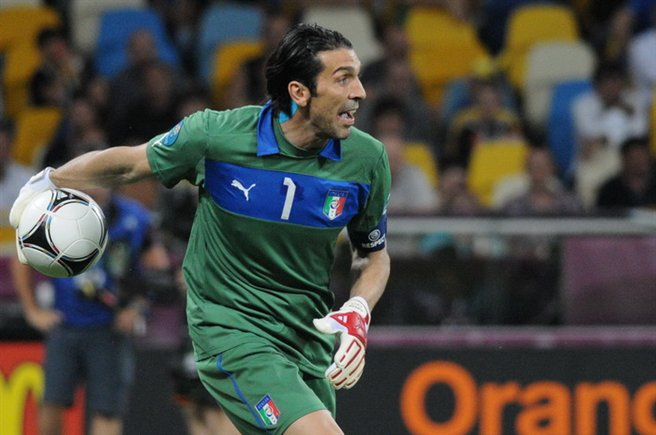
Il portiere Gianluigi Buffon, campione del mondo nel 2006, diverrà capitano di Juventus e Italia nonché recordman di presenze in azzurro.

Nella seconda metà del decennio la rinnovata e vincente squadra piemontese, allenata da Marcello Lippi, rappresentò l'asse portante della nazionale con il supporto di calciatori del calibro di Conte, Angelo Peruzzi, Ciro Ferrara, Alessio Tacchinardi, Moreno Torricelli, Angelo Di Livio, Alessandro Del Piero, Gianluca Pessotto (il centesimo calciatore del club convocato in nazionale) e Fabrizio Ravanelli. Nella stagione 1996-97 furono convocati ben dieci calciatori del sodalizio torinese, formando l'asse portante dell'Italia guidata da Dino Zoff e finalista al campionato d'Europa 2000.
Nel luglio del 2006 gli azzurri, nel frattempo passati nelle mani di Lippi, si proclamarono vincitori del diciottesimo campionato mondiale in Germania con cinque calciatori della Juventus allenata da Fabio Capello, ovvero Gianluigi Buffon, Gianluca Zambrotta, il capitano Fabio Cannavaro (premiato con il Pallone d'argento del mondiale e, pochi mesi dopo, incoronato miglior giocatore d'Europa), Mauro Camoranesi e Del Piero. In totale, otto tesserati del club – i primi nominati, insieme ai francesi Lilian Thuram, Patrick Vieira e David Trezeguet – giocarono la finale del 9 luglio a Berlino, eguagliando così il primato stabilito settantadue anni prima dai cecoslovacchi dello Slavia Praga. Buffon, Thuram, Cannavaro e Zambrotta furono infine inclusi tra i migliori 23 giocatori del torneo.

#### Anni 2010: l'Ital-Juve

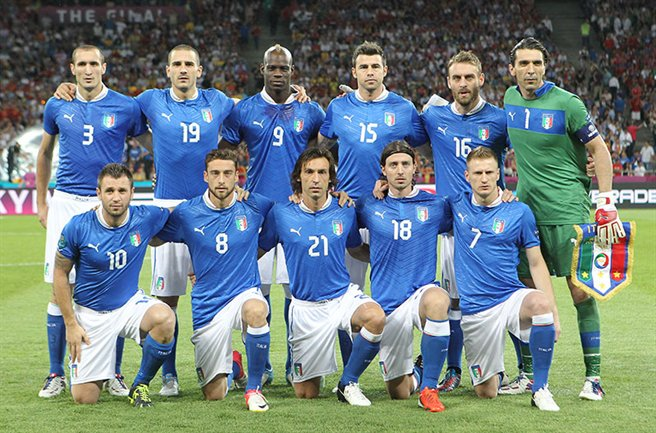
L'Ital-Juve dei primi anni 2010, sul podio a Euro 2012 e alla Confederations Cup 2013, retta da un'intelaiatura bianconera formata dal capitano Buffon, Barzagli, Bonucci, Chiellini, Marchisio e Pirlo.

Dopo l'addio di Cannavaro la fascia di capitano è stata ereditata da un altro juventino, Buffon. Ai mondiali del 2006 è seguito per la nazionale un periodo di rifondazione e riassestamento che ha dato i suoi frutti all'inizio del decennio seguente, in occasione delle spedizioni al campionato d'Europa 2012 in Ucraina e Polonia, e alla Confederations Cup 2013 in Brasile, competizioni chiuse dagli azzurri rispettivamente al secondo e terzo posto. Oltre a Buffon, tali manifestazioni hanno visto la convocazione in azzurro di altri 7 uomini bianconeri: Andrea Barzagli, Leonardo Bonucci, Giorgio Chiellini, Claudio Marchisio, Andrea Pirlo, Emanuele Giaccherini e Sebastian Giovinco. In particolar modo, il portiere Buffon, la linea difensiva BBC (Barzagli-Bonucci-Chiellini) e i centrocampisti Marchisio e Pirlo sono stati i cardini dell'undici azzurro disegnato dal CT Cesare Prandelli, che anche nella disposizione in campo ricalcava quel 3-5-2 utilizzato dalla Juventus di Conte tricampione d'Italia nella prima metà degli anni 2010, facendo nascere l'appellativo di Ital-Juve.

### Convocati nella nazionale «A»
Nella presente sezione è riportata la lista, per ordine alfabetico, di tutti i calciatori italiani convocati, almeno in un'occasione, in nazionale maggiore – ufficialmente nota come nazionale «A» – dal 1920 al presente e durante il periodo di militanza nella Juventus. La citata lista include ventidue vincitori della Coppa del Mondo FIFA – record mondiale per una squadra di club –, sette vincitori del campionato europeo per nazioni – record nazionale –, due vincitori della medaglia d'oro nel torneo di calcio dei Giochi Olimpici e dieci vincitori della Coppa Internazionale di calcio, precursore del citato campionato europeo, mentre militavano nel club della capitale piemontese.
- Christian Abbiati
- Luigi Allemandi
- Amauri *
- Ugo Amoretti
- Pietro Anastasi
- Roberto Anzolin
- Alberto Aquilani
- Dino Baggio
- Roberto Baggio
- Andrea Barzagli
- Romeo Benetti
- Giancarlo Bercellino
- Federico Bernardeschi
- Luigi Bertolini
- Alberto Bertuccelli
- Roberto Bettega
- Carlo Bigatto
- Alessandro Birindelli
- Manuele Blasi
- Giampiero Boniperti
- Leonardo Bonucci
- Felice Borel II
- Matteo Brighi
- Antonio Bruna
- Gianluigi Buffon[52]
- Antonio Cabrini[53]
- Umberto Caligaris
- Andrea Cambiaso
- Mauro Germán Camoranesi *
- Fabio Cannavaro
- Fabio Capello
- Massimo Carrera
- Pierluigi Casiraghi
- Ernesto Castano
- Franco Causio
- Sergio Cervato
- Renato Cesarini *
- Luigi Cevenini
- Giorgio Chiellini
- Federico Chiesa
- Umberto Colombo
- Gianpiero Combi
- Antonio Conte
- Giuseppe Corradi
- Antonello Cuccureddu
- Giuseppe Damiani
- Luigi De Agostini
- Virginio De Paoli
- Mattia De Sciglio
- Alessandro Del Piero
- Teobaldo Depetrini
- Angelo Di Livio
- Marco Di Vaio
- Flavio Emoli
- Nicolò Fagioli
- Ciro Ferrara
- Giovanni Ferrari
- Rino Ferrario
- Pio Ferraris
- Alfredo Foni
- Andrea Fortunato
- Giuseppe Furino
- Roberto Galia
- Bruno Garzena
- Federico Gatti
- Claudio Gentile
- Emanuele Giaccherini
- Giuseppe Giacone
- Sebastian Giovinco
- Adolfo Gori
- Giuseppe Grabbi
- Fabio Grosso
- Vincenzo Iaquinta
- Filippo Inzaghi
- Mark Iuliano
- Moise Kean
- Nicola Legrottaglie
- Gianfranco Leoncini
- Manuel Locatelli
- Attilio Lombardo
- Sergio Manente
- Gian Pietro Marchetti
- Marco Marchionni
- Claudio Marchisio
- Giacomo Mari
- Giancarlo Marocchi
- Domenico Marocchino
- Rinaldo Martino *
- Alessandro Matri
- Giampaolo Menichelli
- Fabrizio Miccoli
- Fabio Miretti
- Luis Monti *
- Antonio Montico
- Bruno Mora
- Francesco Morini
- Marco Motta
- Ermes Muccinelli
- Federico Munerati
- Bruno Nicolè
- Antonio Nocerino
- Angelo Ogbonna
- Raimundo Orsi *
- Pablo Daniel Osvaldo *
- Michele Padovano
- Raffaele Palladino
- Carlo Parola
- Federico Peluso
- Simone Pepe
- Mattia Perin
- Angelo Peruzzi
- Gianluca Pessotto
- Alberto Piccinini
- Silvio Piola
- Andrea Pirlo
- Fabio Quagliarella
- Pietro Rava
- Fabrizio Ravanelli
- Eduardo Ricagni *
- Virginio Rosetta
- Paolo Rossi[54][55]
- Daniele Rugani
- Sandro Salvadore
- Benito Sarti
- Salvatore Schillaci[54][55]
- Gaetano Scirea
- Lucidio Sentimenti IV
- Pietro Serantoni
- Aldo Serena
- Omar Sívori *
- Leonardo Spinazzola
- Luciano Spinosi
- Gino Stacchini
- Stefano Sturaro
- Alessio Tacchinardi
- Stefano Tacconi
- Marco Tardelli
- Moreno Torricelli
- Roberto Tricella
- Giovanni Varglien II
- Mario Varglien I
- Giuseppe Vavassori
- Giovanni Vecchina
- Gianluca Vialli
- Christian Vieri
- Giovanni Viola
- Pasquale Vivolo
- Gianluca Zambrotta
- Simone Zaza
- Gianfranco Zigoni
- Dino Zoff[56]

* Luis Monti, Raimundo Orsi, Renato Cesarini e Omar Sívori hanno anche difeso la maglia della nazionale argentina.
Fonte: Nazionali in cifre: Convocati da una società, su figc.it. URL consultato il 1º settembre 2008 (archiviato dall'url originale il 9 novembre 2011).

Legenda:

  Calciatori vincitori del campionato mondiale di calcio durante la loro militanza nella Juventus.

 Calciatori vincitori del campionato europeo di calcio durante la loro militanza nella Juventus.

 Calciatori vincitori della medaglia d'oro del torneo olimpico di calcio durante la loro militanza nella Juventus.

 Calciatori vincitori della Coppa Internazionale durante la loro militanza nella Juventus.

(*) Calciatori oriundi.
Dati aggiornati all'11 luglio 2021.
Di seguito inoltre la classifica dei dieci calciatori che hanno vestito la maglia bianconera con il maggior numero di presenze con la rappresentativa nazionale italiana. Tra parentesi sono indicate le presenze fatte nel periodo di militanza juventina.
| Nome                 | Presenze  | Reti | Esordio | Ultima partita | Pos. in assoluto |
| -------------------- | --------- | ---- | ------- | -------------- | ---------------- |
| Gianluigi Buffon     | 176 (156) | -132 | 1997    | 2018           | 1°               |
| Fabio Cannavaro      | 136 (30)  | 2    | 1997    | 2010           | 2°               |
| Leonardo Bonucci     | 120 (108) | 8    | 2010    |                | 3°               |
| Giorgio Chiellini    | 117 (112) | 8    | 2004    | 2022           | 4°               |
| Andrea Pirlo         | 116 (41)  | 13   | 2002    | 2015           | 5°               |
| Dino Zoff            | 112 (93)  | -84  | 1968    | 1983           | 6°               |
| Gianluca Zambrotta   | 98 (58)   | 2    | 1999    | 2010           | 7°               |
| Alessandro Del Piero | 91 (91)   | 27   | 1995    | 2008           | 8°               |
| Marco Tardelli       | 81 (80)   | 6    | 1976    | 1985           | 9°               |
| Gaetano Scirea       | 78 (78)   | 2    | 1975    | 1986           | 10°              |

Statistiche aggiornate al 1º giugno 2022.

## Calciatori non italiani

Gli juventini Zinédine Zidane e Didier Deschamps, rispettivamente numéro dix e capitano della nazionale francese vittoriosa al.

La Juventus ha anche contribuito alle squadre rappresentative di altre associazioni affiliate alla Federazione Internazionale del Calcio (FIFA). Zinédine Zidane e Didier Deschamps, quest'ultimo da capitano dei suoi, militavano nel club torinese quando vinsero il campionato del mondo 1998 con la Francia – i primi juventini a vincere la Coppa del Mondo con una nazionale diversa da quella italiana –, così come l'altro Bleus Blaise Matuidi vittorioso nel campionato del mondo 2018; quattro anni dopo, con la vittoria degli argentini Ángel Di María e Leandro Paredes, si alzò a 27 il numero totale dei giocatori bianconeri vincitori della principale manifestazione calcistica, più di qualsiasi altro club del pianeta.
Tra le competizioni intercontinentali, due calciatori hanno sollevato la Coppa delle Confederazioni FIFA mentre militavano nella Juventus, Lilian Thuram nel 2003 con la Francia ed Emerson nel 2005 con il Brasile, mentre il francese Michel Platini nel 1985 e l'argentino Paulo Dybala nel 2022 hanno trionfato da tesserati bianconeri nella Coppa Artemio Franchi/Coppa dei Campioni CONMEBOL-UEFA.
Tra le manifestazioni continentali, tre giocatori juventini hanno trionfato nel campionato europeo: Luis del Sol lo conquistò nel 1964 con la Spagna, mentre Platini e Zidane lo vinsero rispettivamente nel 1984 e nel 2000 con la Francia. Arturo Vidal diventò il primo calciatore militante nel club torinese a vincere la Coppa America, nel 2015 con il Cile, seguito dal brasiliano Alex Sandro nel 2019. Per quanto concerne la UEFA Nations League, Cristiano Ronaldo e João Cancelo conquistarono da tesserati bianconeri la prima edizione del 2018-2019 con il Portogallo; Adrien Rabiot ha vinto l'edizione 2020-2021 con la rappresentativa francese; di nuovo due portoghesi, Francisco Conceição e Renato Veiga, hanno trionfato nell'edizione 2024-2025. Infine Weston McKennie fu il primo juventino a vincere la prima edizione della CONCACAF Nations League nell'annata 2019-2020 con gli Stati Uniti; McKennie si ripeté per i colori bianconeri nell'edizione 2023-2024, stavolta in compagnia di un altro calciatore juventino, Timothy Weah.
Altri calciatori d'origine non italiana convocati nelle rispettive nazionali sono stati l'olandese Edgar Davids e il francese Patrick Vieira, inseriti nell'All-Star Team FIFA rispettivamente nel 1998 e nel 2006, mentre militavano nella formazione piemontese; così come Paul Pogba, eletto miglior giocatore giovane nella Coppa del Mondo disputatasi in Brasile nel 2014; il sopracitato McKennie, ancora, fu nominato miglior giocatore della CONCACAF Nations League 2019-2020. Sempre a livello personale, infine, i già citati Platini e Cristiano Ronaldo si laurearono capocannonieri dell'europeo durante la loro militanza juventina, rispettivamente nelle edizioni del 1984 per il francese – in cui realizzò 9 reti, che ne fanno tuttora il migliore marcatore in una singola edizione del torneo – e del 2020 per il portoghese.
- Zinédine Zidane
- Didier Deschamps
- Blaise Matuidi
- Ángel Di María
- Leandro Paredes
- Lilian Thuram
- Emerson
- Luis del Sol
- Michel Platini
- Arturo Vidal
- Alex Sandro
- Cristiano Ronaldo
- João Cancelo
- Adrien Rabiot
- Francisco Conceição
- Renato Veiga
- Weston McKennie
- Timothy Weah
- Paulo Dybala

Legenda:

 Calciatori vincitori del campionato mondiale di calcio durante la loro militanza nella Juventus.

 Calciatori vincitori della Coppa delle Confederazioni FIFA durante la loro militanza nella Juventus.

 Calciatori vincitori del campionato europeo di calcio durante la loro militanza nella Juventus.

 Calciatori vincitori della Coppa America durante la loro militanza nella Juventus.

 Calciatori vincitori della UEFA Nations League durante la loro militanza nella Juventus.

 Calciatori vincitori della CONCACAF Nations League durante la loro militanza nella Juventus.

 Calciatori vincitori della Coppa Artemio Franchi/Coppa dei Campioni CONMEBOL-UEFA durante la loro militanza nella Juventus.

## Riconoscimenti
Sono qui riportati i nominativi dei giocatori che hanno disputato le fasi finali di uno o più Mondiali di calcio con la propria nazionale durante il periodo di militanza nella Juventus.
| Squadre storiche FIFA * - FIFA World Cup All-Time Team (1930-1994): 1. Michel Platini - FIFA World Cup Dream Team (1930-2002): 1. Roberto Baggio 2. Michel Platini 3. Zinédine Zidane | Top 100 Mondiali ** - Les 100 Héros de la Coupe du Monde (1930-1990): 1. Paolo Rossi 2. Dino Zoff 3. Luis Monti 4. Giovanni Ferrari 5. Salvatore Schillaci 6. Zbigniew Boniek 7. Gaetano Scirea 8. Raimundo Orsi - Os 100 Craques das Copas (1930-2002): 1. Zinédine Zidane 2. Michel Platini 3. Roberto Baggio 4. Paolo Rossi 5. Dino Zoff 6. Michael Laudrup 7. Zbigniew Boniek 8. Salvatore Schillaci 9. Gaetano Scirea - The World Cup's top 100 (1930-2010): 1. Zinédine Zidane 2. Michel Platini 3. Paolo Rossi 4. Dino Zoff 5. Roberto Baggio 6. Fabio Cannavaro 7. Lilian Thuram 8. Zbigniew Boniek 9. Gianluigi Buffon 10. Salvatore Schillaci 11. Alessandro Del Piero 12. Luis Monti 13. Claudio Gentile 14. Antonio Cabrini |

(*) Tra il 1994 e il 2002 la Federazione Internazionale del Calcio (FIFA) pubblicò tre undici storici: due riguardanti alla Coppa del Mondo e una terza, composta dai migliori 11 giocatori della storia del calcio in base al parere di giornalisti e giocatori delle associazioni nazionali.
(**) Classifica dei 100 migliori calciatori che hanno disputato la fase finale dei Mondiali di calcio.